# Universitatea de Științe Agricole și Medicină Veterinară Cluj-Napoca

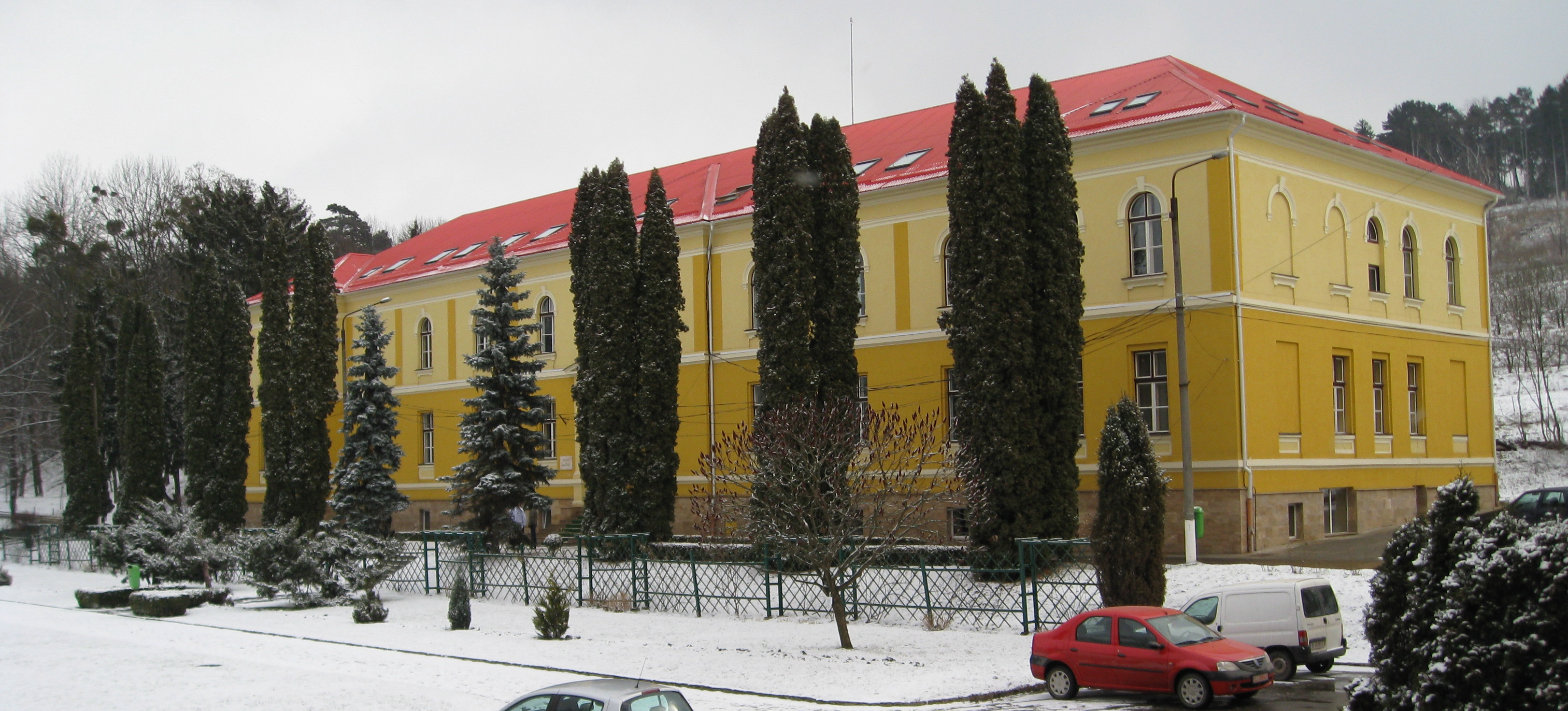
Hauptgebäude der Universität

Die Universitatea de Științe Agricole și Medicină Veterinară din Cluj-Napoca (USAMV Cluj, übersetzt „Universität für Agrarwissenschaften und Veterinärmedizin (in) Cluj-Napoca“ oder „Universität für Landwirtschaft und Veterinärmedizin in Cluj-Napoca“ bzw. „Klausenburg“,) ist eine staatliche Landwirtschaftliche und Veterinärmedizinische Universität in der rumänischen Stadt Cluj-Napoca.
Vorläufer war das im Oktober 1869 gegründete Agronomische Hochschulinstitut Cluj-Manastur, 1906 erhielt dieses den Universitätsstatus und gliedert sich heute in sechs Fakultäten. Der Unterricht erfolgt auch in englischer Sprache.

## Fakultäten
- Landwirtschaft
- Gartenbau
- Tierhaltung und Biotechnologie
- Veterinärmedizin
- Ernährungswissenschaft und Nahrungsmitteltechnologie